# Norman Smith
Norman Smith (* 22. Februar 1923 in London, England; † 3. März 2008 in East Sussex, England), genannt „Normal Smith“, war ein britischer Tontechniker, Musikproduzent und Musiker. Bekannt wurde er als Tontechniker der Beatles und Produzent der ersten Alben von Pink Floyd.

## Leben und Wirken
Von 1960 bis 1965 war Smith bei der EMI als Tontechniker angestellt und arbeitete in den Abbey Road Studios. In dieser Funktion arbeitete er an allen Alben der Beatles bis 1965. Das letzte Album, das er mit ihnen aufnahm, war Rubber Soul. Sein Nachfolger wurde Geoff Emerick.
Anschließend wurde Smith zum Produzenten „befördert“ und produzierte – ebenfalls in den Abbey Road Studios – die ersten drei Alben von Pink Floyd (The Piper at the Gates of Dawn, A Saucerful of Secrets und Ummagumma, letzteres zusammen mit der Band). Während der Aufnahmen zu dem Lied Remember a Day kam der Schlagzeuger von Pink Floyd (Nick Mason) mit einem Teil des Liedes nicht zurecht, woraufhin Smith selbst diesen Teil einspielte.
1971 war Smith unter dem Pseudonym „Hurricane Smith“ als Sänger mit dem Lied Don’t Let It Die in Großbritannien erfolgreich. 1972 folgte ein Nummer-eins-Hit in den US-amerikanischen Cash-Box-Charts (Oh Babe What Would You Say?). Dieses Lied war ursprünglich nur als Demo für einen anderen Künstler gedacht; Produzent Mickie Most gefiel das Demo jedoch so gut, dass er es so veröffentlichte, wie es war. In den 1970er Jahren folgten noch weitere kleinere Hits von Smith. In den 1980er und 1990er Jahren zog sich Smith weitgehend aus dem Musikgeschäft zurück.
2004 veröffentlichte Smith eine CD mit dem Titel From Me to You, die Neuaufnahmen seiner alten Hits enthielt. Die Begleittexte wurden u. a. von Paul McCartney und Mitgliedern von Pink Floyd geschrieben.
2007 erschienen Smiths Memoiren unter dem Titel John Lennon Called Me Normal – zunächst nur als exklusive Fassung, die ausschließlich auf einem Beatles-Festival erhältlich war.
Norman Smith starb am 3. März 2008 im Alter von 85 Jahren.